# تمیس ۲۴

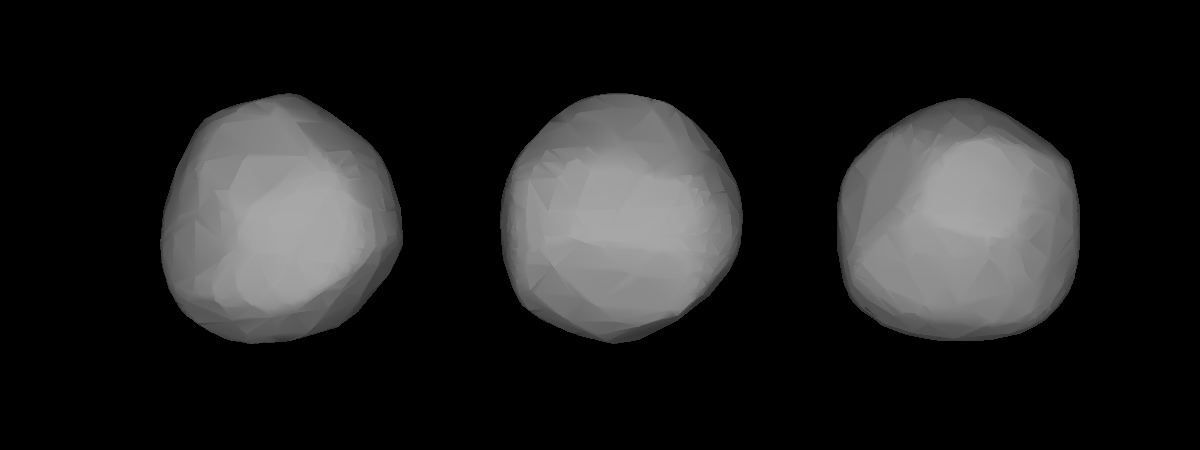
مدل سه‌بُعدی سیارک تمیس ۲۴ بر اساس منحنی نور آن

سیارک ۲۴ (به انگلیسی: 24 Themis) بیست و چهارمین سیارک کشف شده‌است که در ۵ آوریل ۱۸۵۳ و در ناپل کشف شد.
سیارک «تمیس ۲۴» در فاصله ۴۸۰ میلیون کیلومتری از خورشید قرار دارد و یکی از بزرگترین اجرام آسمانی از مجموعه‌ای است که بین سیاره‌های مریخ و مشتری در حال گردش هستند.
قدر مطلق سیارک برابر ۷٫۰۸ است.
بر روی این سیارک برای اولین بار وجود آب در یک جرم آسمانی که سطح آن پوشیده از شبنم منجمد است کشف شده‌است. پژوهش‌ها نشان می‌دهد که لایه شبنم منجمد در سطح این سیارک دارای مواد آغشته به کربن است. وجود یخ در لایه‌های زیرین این سیارک می‌تواند دلیل پیدایش لایه شبنم یخ‌بسته بر روی آن باشد. احتمالاً تابش خورشید باعث متصاعد شدن بخار آب از لایه‌های زیرین به سطح سیارک می‌شود.

## تمیس ۲۴ و ایده‌های نو
به تازگی و با کشف یخ آب بر سطح این سیارک، ایده‌هایی به منظور برداشت آب از سیارک‌ها جهت تولید آب مصرفی فضانوردان و تأمین اکسیژن و هیدروژن توسط الکترولیز آب برای مصرف تنفسی فضانوردان یا سوخت فضاپیماهای آینده مطرح شده‌است.